# Prisão de Abu Ghraib

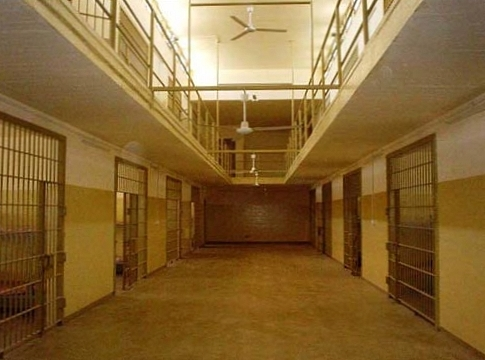
Área das Celas

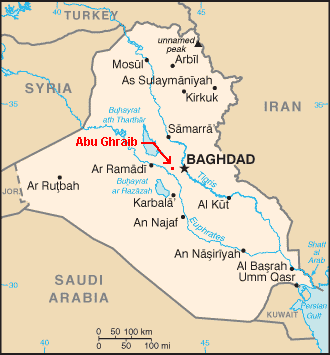
Localização de Abu Ghraib no Iraque.

A prisão de Abu Ghraib (em árabe, سجن أبو غريب, Sijn Abū Ghurayb) foi um complexo penitenciário com área de 1,15 km², situado em Abu Ghraib, cidade iraquiana, 32 km a oeste de Bagdá. A prisão de Abu Ghraib foi inaugurada na década de 1960 e serviu como prisão de segurança máxima. A partir da década de 1970, a prisão foi usada por Saddam Hussein para manter presos políticos e, posteriormente, pelos Estados Unidos para manter prisioneiros iraquianos. Desenvolveu uma reputação de tortura e execução extrajudicial, tendo sido fechada em 2014.
Foi local de torturas em diferentes graus e em diferentes momentos: à época da ocupação britânica, sob o governo de Saddam Hussein e, mais recentemente, sob a ocupação da coligação Estados Unidos da América-Reino Unido (2003).
No governo Ba'ath de Saddam, foi mencionada algumas vezes pela imprensa ocidental como Saddam's Torture Central (Centro de tortura de Saddam). A prisão ganhou o nome de Baghdad Central Confinement Facility (BCCF) (Instalações do Centro de Reclusão de Bagdá) ou Baghdad Central Correctional Facility (Instalações do Centro de Recuperação de Bagdá), depois de as forças norte-americanas deporem o governo de Saddam Hussein.
O complexo prisional foi construído por empreiteiras inglesas em 1960, ocupando 280 acres (1,15 km²), sendo dotada de 24 torres de vigilância. Com o tamanho de uma pequena cidade, o lugar foi dividido em cinco áreas separadas por muros, para diferentes tipos de prisioneiros. Cada bloco continha uma sala de jantar, sala de orações, área de exercícios e instalações rudimentares de banho. As celas abrigavam mais de 40 pessoas numa àrea de 16 m². [carece de fontes?]
Com a queda do governo, em 2003, as cinco áreas foram destinadas a prisioneiros estrangeiros, tanto condenados a longas penas  quanto a curtas, por crimes capitais e crimes "especiais".
Abu Ghraib torna-se mundialmente conhecida quando, em 2004, a cadeia de TV norte-americana CBS divulga fotografias de soldados americanos a maltratar os prisioneiros, que apareciam nus e presos por trelas.

## Sob o Governo de Saddam Hussein
No período de governo de Saddam Hussein as instalações estavam sob o controle da "Junta de Segurança Pública", (Al-Amn al-Amm) e foi o lugar de tortura e execução de milhares de prisioneiros políticos. Cogita-se que mais de 4 000 prisioneiros tenham sido executados neste lugar apenas em 1984. Durante a década de 1990, a organização de Direitos Humanos, Anistia Internacional, documentou frequentes casos de execução de centenas de prisioneiros de uma única vez. Centenas foram executados em Novembro de 1996. Centenas de Xiitas foram mortos entre 1998 e 2001. A Anistia noticiou que não pôde retratar a situação completa dos eventos na prisão, por causa do sigilo das autoridades.
O bloco dos presos políticos foi dividido em "aberto" e "fechado". O aberto abrigava apenas Xiitas. Não se permitiam visitas nem qualquer contato externo.
Prisioneiros adversários também foram torturados em Abu Ghraib durante a Guerra do Golfo, incluindo Ingleses do Special Air Service e Bravo Two Zero.
Em 2001 a prisão abrigava mais de 15 000 prisioneiros. Centenas de Xiitas, Curdos e cidadãos iraquianos de etnia iraniana foram mantidos incomunicáveis e sem cuidados desde o começo da Guerra Irã-Iraque. Guardas alimentavam prisioneiros com pedaços de plástico. Existe um relato de que alguns dos detentos eram sujeitos a experimentos como cobaias para o projeto de armas químicas e biológicas do Iraque (ver: Iraque e as armas de destruição em massa).
Um projeto de expansão fora iniciado antes de 2002 visando adicionar seis novos blocos à prisão.
Em outubro de 2002, Saddam Hussein concedeu anistia à maioria dos prisioneiros no Iraque. A prisão foi abandonada antes da Invasão do Iraque em 2003. Depois que a prisão ficou vazia,  foi vandalizada e saqueada. Quase todos os documentos relacionados aos prisioneiros foram destruídos e queimados dentro de escritórios e celas.

### Sepulturas coletivas relacionadas a Abu Ghraib
Região de Khan Dhari, oeste de Bagdá
Foram descobertas sepulturas coletivas contendo corpos de prisioneiros políticos de Abu Ghraib em Bagdá. Quinze vítimas foram executadas em 26 de Dezembro de 1998 e enterradas por autoridades da prisão às escuras.
Região de Al-Zahedi, nos limites do oeste de Bagdá
Sepultamentos secretos perto de um cemitério civil, com corpos de quase 1000 prisioneiros políticos. De acordo com testemunhas, dez a quinze corpos vieram de uma só vez da prisão de Abu Ghraib e foram sepultados em lugares civis. Uma execução em 10 de dezembro de 1999 em Abu Ghraib tirou as vidas de cento e uma pessoas em um dia. Em 9 de Março de 2000, cinquenta e oito prisioneiros foram mortos de uma vez. O último cadáver sepultado foi de número 993.

## Sob o Controle da Frente Norte Americana

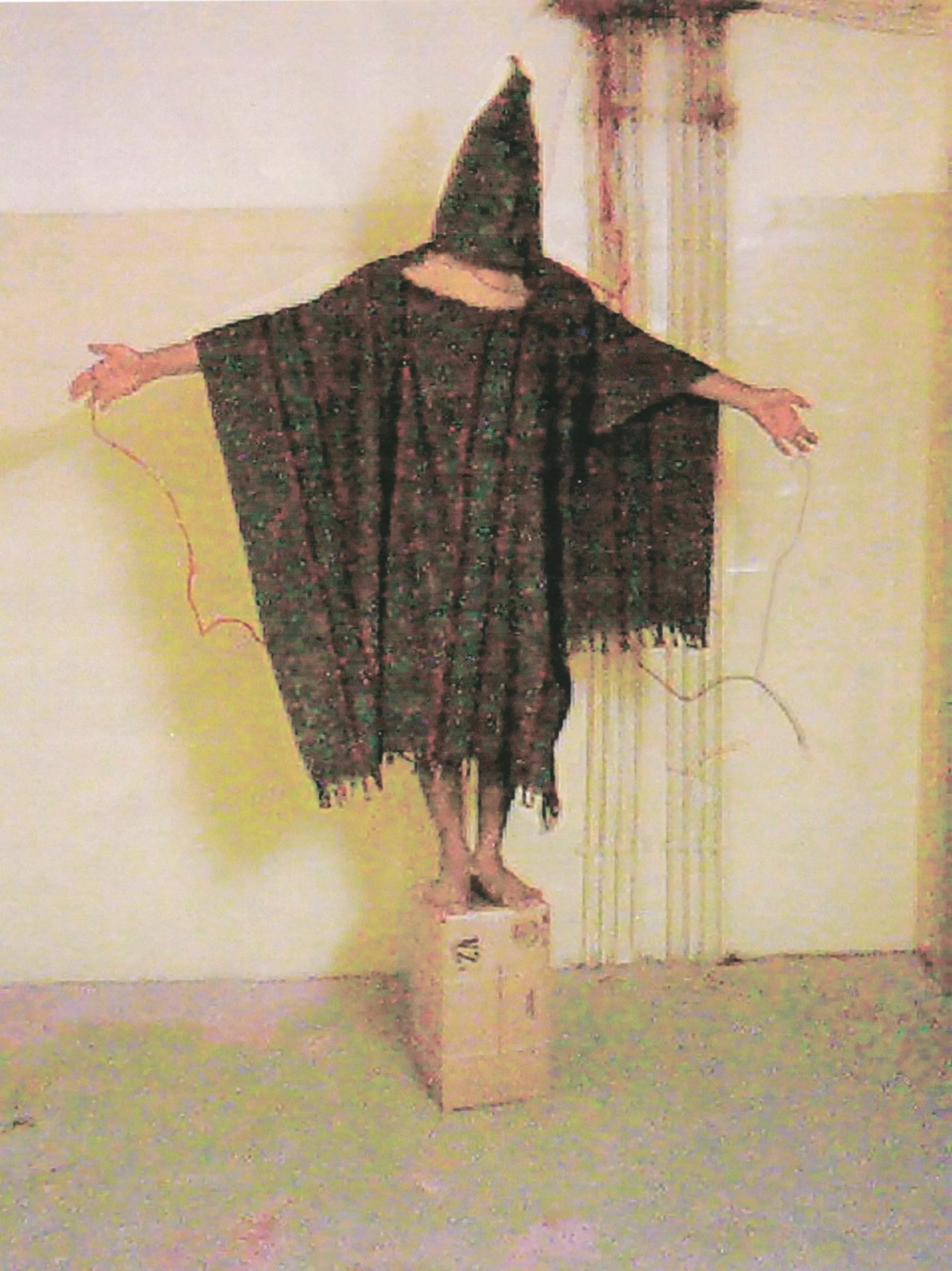
Uma da série de fotos tiradas por soldados americanos de prisioneiros do Iraque em Abu Ghraib. O prisioneiro com capuz (Satar Jabar) teve as duas mãos e o pênis amarrados com arame, e seria, segundo notícias, eletrocutado se ele caísse da caixa sobre a qual estava de pé; No momento em que esta foto veio a público, oficiais americanos declararam que o arame não estaria eletrificado. Isto foi negado depois pela pessoa da foto que declarou em uma entrevista que o arame estava eletrificado e estava acostumado a levar choques

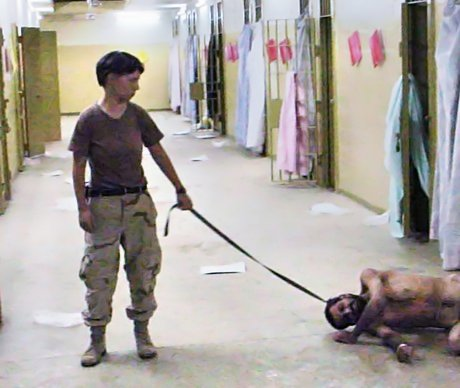
Lynndie England, soldado estadunidense, segurando correia atada ao pescoço de um prisioneiro

Até agosto de 2006, o lugar conhecido como Prisão de Abu Ghraib foi usado pela frente de ocupação norte-americana e o governo do Iraque. A área das instalações conhecida como "lugar severo" está sob total controle do poder iraquiano e é usada para abrigar criminosos condenados.
As alas de detentos 1A e 1B (conhecidas como "hard site", algo como "ala segura") foram as fontes do  maior número de informações sobre os abusos, com as célebres fotos que foram divulgadas. O restante das instalações foi ocupada pelos militares norte-americanos. Serviu como base de operação e local de detenção. Todos os detentos são abrigados em uma área conhecida como Acampamento Redemption. O acampamento é dividido em cinco níveis de segurança. Este acampamento recentemente construído (verão de 2004) substituiu a estrutura de nível três do Acampamento Ganci, Acampamento Vigilant e Tier 1.
A prisão tinha sido usada como instalações de detenção, mantendo mais de sete mil pessoas até início de 2004. A atual população, todavia, é muito pequena. Isto é, em partes, porque o novo acampamento tinha uma capacidade menor do que o que o Acampamento Ganci. Muitos detentos são enviados de Abu Ghraib para o Acampamento Bucca, por este motivo.
De acordo com a Cruz Vermelha Internacional, aproximadamente 90% das pessoas mantidas presas não são culpadas das alegações e muitas são presas quase sempre sem motivos pelas patrulhas norte-americanas.
Após as denuncias públicas de 2004, o governo de George W. Bush certificou tratar-se de "casos isolados", que não refletiam a política da administração americana. Dezassete soldados e oficiais foram afastados das Forças Armadas, 11 deles levados a tribunal marcial e condenados.
A sentença mais alta foi de dez anos; Janis Karpinski, a responsável por todas as instalações prisionais no Iraque ocupado, foi despromovida a coronel mas vários outros soldados e oficiais envolvidos não foram sequer acusados. Em 2004, Bush pediu desculpas públicas pelo caso.

## Documentação do Programa de Tortura americano
Documentos do Programa de Tortura americano cuja existência foi revelada apenas após o escândalo de Abu Ghraib estão sendo arquivados, conforme são revelados, pelo projeto The National Security Archive, sob o título em inglês "Torture Archive".
Na verdade as técnicas utilizadas eram consideradas como técnicas de interrogatório avançadas e analisadas e autorizadas as propostas caso a caso. Muitas destas "técnicas" incluíam confinamento em espaços pequenos, privação de sono, confinamento com insetos, manutenção de posições de stress e simulação de afogamento. 
Na verdade estas técnicas são classificadas como Tortura na Convenção contra a Tortura e outras Penas ou Tratamentos Cruéis, Desumanos ou Degradantes a qual os Estados Unidos da América não ratificara.
Estes documentos começaram a ser divulgados já durante a Presidência Obama.